# 반스카비스트리차주

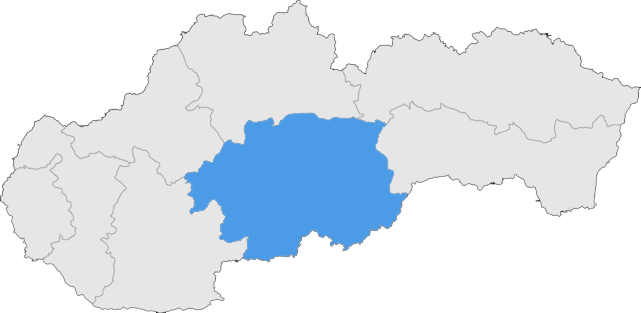
반스카비스트리차주의 위치

반스카비스트리차주(슬로바키아어: Banskobystrický kraj)는 슬로바키아 남부에 위치한 주로 주도는 반스카비스트리차이며 면적은 9,455km2, 인구는 653,697명(2008년 기준), 인구 밀도는 69명/km2이다.
남동쪽과 남쪽, 남서쪽으로는 헝가리와 국경을 접하며 서쪽으로는 니트라주, 북서쪽으로는 트렌친주, 북쪽으로는 질리나주, 북동쪽으로는 프레쇼우주, 동쪽으로는 코시체주와 접한다. 13개 구(데트바구, 레부차구, 루체네츠구, 리마우스카소보타구, 반스카비스트리차구, 반스카슈티아브니차구, 벨키크르티시구, 브레즈노구, 자르노비차구, 즈볼렌구, 지아르나트흐로놈구, 크루피나구, 폴타르구)를 관할한다.

주기
주 문장